# Gottlieb Welté
Christian Gottlieb Welté (3 de dezembro de 1745/49 - 17 de dezembro de 1792) foi um pintor de paisagens e de água-forte de Mogúncia, Alemanha. Ele trabalhou na Estônia no final do século XVIII.
"Suas obras, realizadas principalmente em formato pequeno, representam o rococó e a transição para o classicismo inicial. Na Estônia, ele pintou pessoal familiar em grandes paisagens de Põltsamaa e descreveu os camponeses da Estônia na década de 1780; Em Mainz e Frankfurt am Main ele era conhecido principalmente como um criador e um paisagista. Welté era um artista típico do Iluminismo - pensativo, em desenvolvimento e não conformista.
Ele trabalhou na Estônia no final do século 18, no castelo Põltsamaa e na fabricação de porcelana Põltsamaa (1781-1784).
Seu trabalho mais importante foram as pinturas de mural fresco ilusionista no corredor da mansão Lohu, que abrange 27,6 m². Foram descobertos na década de 1960 sob os papéis de parques pitorescos Grisaille sobre o tema de Dom Quixote, impresso por "Jacquemart & Bénard" em Paris, França."